# Édouard Mendy
1
Édouard Osoque Mendy (ur. 1 marca 1992 w Montivilliers) – senegalski piłkarz pochodzenia francuskiego, występujący na pozycji bramkarza w arabskim klubie Al-Ahli Dżudda oraz w reprezentacji Senegalu. Zwycięzca Pucharu Narodów Afryki 2021. Srebrny medalista Pucharu Narodów Afryki 2019. Uczestnik Mistrzostw Świata 2022. Został uznany za najlepszego bramkarza roku 2021 przez FIFA.
Wychowanek Le Havre AC, w trakcie swojej kariery grał także w takich zespołach jak AS Cherbourg, Olympique Marsylia B, Stade de Reims, Stade Rennais oraz Chelsea.

## Sukcesy

### Stade de Reims
- Ligue 2: 2017/2018

### Chelsea
- Liga Mistrzów UEFA: 2020/2021
- Superpuchar UEFA: 2021
- Klubowe Mistrzostwa Świata FIFA: 2021
- Wicemistrzostwo Pucharu Anglii: 2020/2021, 2021/2022
- Wicemistrzostwo Pucharu Ligi Angielskiej: 2021/2022

### Reprezentacja Senegalu
- Puchar Narodów Afryki: 2021
- Wicemistrzostwo Pucharu Narodów Afryki: 2019[1]

### Indywidualne
- The Best FIFA Men's Goalkeeper: 2021[2]
- Bramkarz Sezonu Ligi Mistrzów UEFA: 2020/2021[3]
- Drużyna Sezonu Ligi Mistrzów UEFA: 2020/2021[4]
- Najlepszy Bramkarz Pucharu Narodów Afryki: 2021[5]
- Bramkarz Miesiąca Ligi Saudyjskiej: grudzień 2023[6]

### Odznaczenia
- Order Narodowy Lwa: 2022[7]